# طواف أوقيانوسيا للدراجات 2008–09
طواف أوقيانوسيا للدراجات 2008–09 (بالإنجليزية: 2008–09 UCI Oceania Tour)‏ هو الموسم الخامس من طواف أوقيانوسيا للدراجات ‏، فاز بالمركز الأول بيتر ماكدونالد، وبالمركز الثاني Gordon McCauley ‏، وبالمركز الثالث Tommy Nankervis ‏.

## السباقات
| طواف أوقيانوسيا للدراجات | طواف أوقيانوسيا للدراجات | طواف أوقيانوسيا للدراجات | طواف أوقيانوسيا للدراجات | طواف أوقيانوسيا للدراجات | طواف أوقيانوسيا للدراجات | طواف أوقيانوسيا للدراجات | طواف أوقيانوسيا للدراجات |
| التاريخ                  | #                        | البلد                    | السباق                   | الفائز                   | الثاني                   | الثالث                   |                          |
| ------------------------ | ------------------------ | ------------------------ | ------------------------ | ------------------------ | ------------------------ | ------------------------ | ------------------------ |
| 11 – 17 أكتوبر 2009      | 1                        | أستراليا                 | طواف هيرالد صن           | برادلي ويغينز            | كريستوفر ساتون           | جوناثان كانتويل          |                          |

## وصلات خارجية
- الموقع الرسمي